# Postila

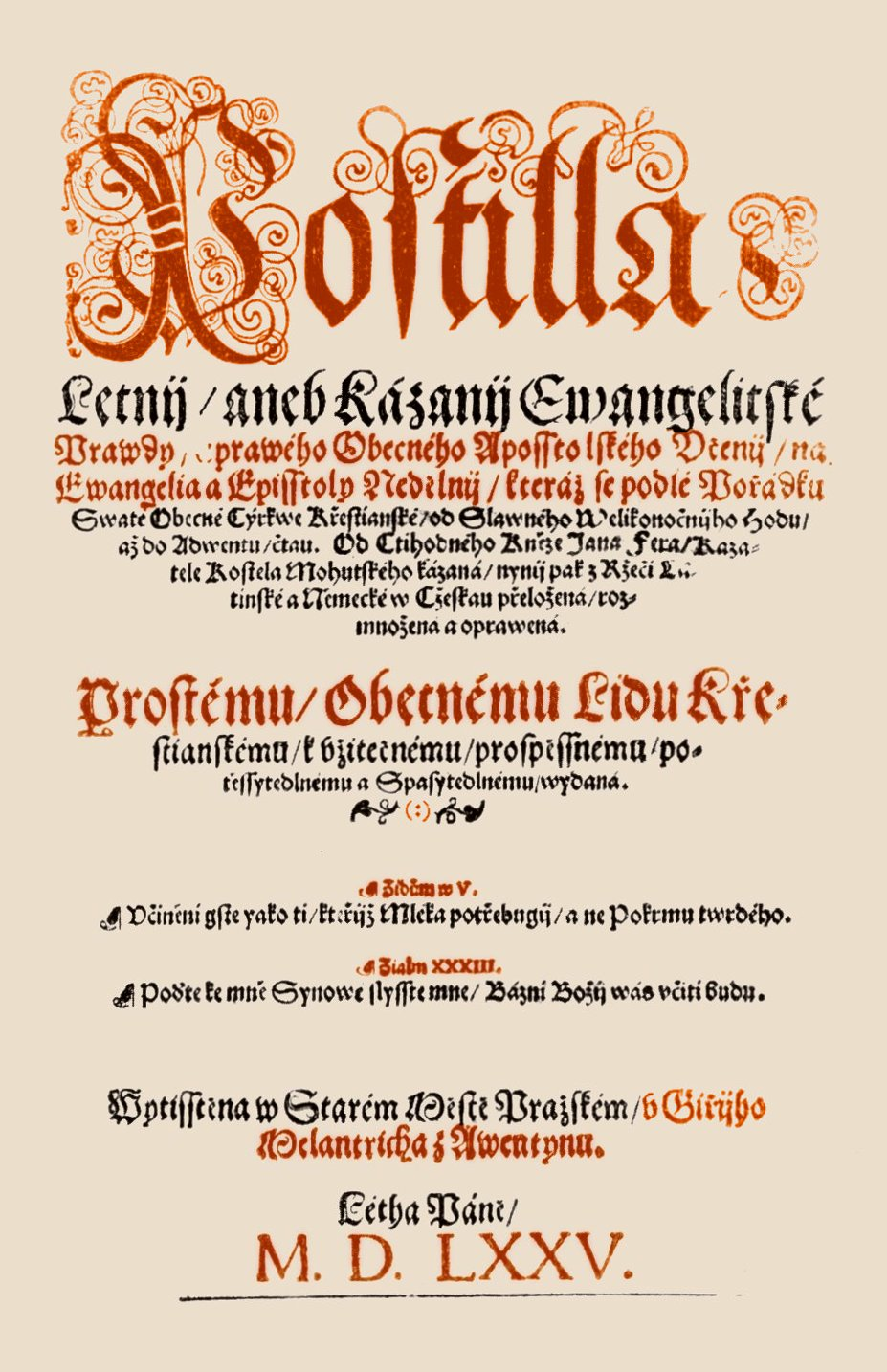
Postilla, autor Jan Ferrus, rok 1575

Postila nebo postilla (z latinského post illa verba, tedy „po těchto slovech“, tj. výklad kněze následující po čtení Písma) je středověký název pro souvislý výklad liturgického biblického textu ("čtení") nebo později pro celou sbírku takových výkladů.
Postily jako souvislé texty či psaná kázání se rozšířily ve 13. století jednak v souvislosti se vznikem kazatelských řádů (dominikáni, františkáni) a s rostoucím důrazem církevních autorit na kázání vůbec. Prvními a nejznámějšími souvislými postilami na celou Bibli byly postily Hugona ze Saint-Cher († 1263), jež opakovaně vycházely tiskem od 15. do 17. století. Velký význam měly i Postillae perpetuae in Vetus et Novum Testamentum od Mikuláše z Lyry (kolem 1325), který vycházel z velké Glosy Anselma z Laonu, ale kladl větší důraz na doslovný smysl textu a opíral se i o texty v původních jazycích (hebrejštině a řečtině). Z Lyrovy Postilly hojně čerpal i Martin Luther.
Pro lid se muselo kázat v národních jazycích a postily jako jedny z prvních psaných textů tak nabyly velký význam při tvorbě spisovných národních jazyků včetně češtiny. Po latinských postilách Konráda Waldhausera a Jana Milíče z Kroměříže napsal první českou postilu (Řeči nedělní a sváteční, 1392) Tomáš Štítný, po něm Jan Hus (1413), dále Jakoubek ze Stříbra, kritickou Knihu výkladuov Petr Chelčický (asi 1435) a kolem roku 1456 vznikla rovněž velmi kritická Postilla Jana Rokycany.
Novou vlnu postil přinesla doba reformace. V češtině jsou to Postilly katolických autorů Tomáše Bavorovského (1557) a Tomáše Rešela (1561), z bratrských Postila Kralická (1575) a Postila Kapitova, z luterských Martina Philadelpha Zámrského (1592) a z utrakvistů Postilly Jana Achillesa Berounského, Bohuslava Bepty Vysokomýtského a Jiřího Dikasta z Mířkova. Další postily pak psali významní kazatelé až do konce 19. století a patřily k nejrozšířenější lidové četbě.
Roku 2006 vydal sbírku kázání pod názvem Stezka ve skalách. Postila prof. Jan Heller. Jinak se slovo Postila používá metaforicky, například jako název časopisu Postilla Bohemica, který v Kostnici vydával vynikající německý bohemista Frank Boldt.